# Аманов, Мукталы
Мукталы Аманов — советский киргизский хозяйственный, государственный и партийный деятель.

## Биография
Родился 7 ноября  в 1916 году в кишлаке Чонтокой. Член КПСС с 1939 года.
С 1931 года — на хозяйственной, общественной и политической работе. В 1931—1985 гг. — комсомольский работник, партийный работник в Киргизской ССР, первый секретарь Джалал-Абадского областного комитета КП Киргизской ССР, советский и профсоюзный работник в Киргизской ССР, первый секретарь Таласского райкома КП Киргизской ССР, секретарь Киргизского республиканского Совета профессиональных союзов, председатель правления Союза потребительских обществ Киргизской ССР.
Избирался депутатом Верховного Совета Киргизской ССР 2-го, 5-го, 7-го, 8-го, 9-го и 10-го созывов.
Умер в Бишкеке в 2000 году.